# Rettungsleitstelle See
Die Rettungsleitstelle See ist die zentrale deutsche Einsatzleitstelle zur Koordinierung der Seenotrettung in den deutschen Seegebieten von Nord- und Ostsee. Die hoheitliche Aufgabe der maritimen Suche und Rettung SAR (Search And Rescue) hat die Bundesrepublik Deutschland verbindlich an die Deutsche Gesellschaft zur Rettung Schiffbrüchiger (DGzRS) übertragen. Die ehemals als Seenotleitung Bremen agierende Leitstelle hat ihren Sitz in der DGzRS-Zentrale an der Werderstraße 2 in Bremen. International werden solche Leitstellen als Maritime Rescue Coordination Centre bezeichnet, weshalb die Bremer Zentrale auch als MRCC Bremen ansprechbar ist.

## Arbeitsgrundlage
Die Grundlage für die Arbeit eines MRCC bildet das Internationale Handbuch für die Suche und Rettung in der Luft- und Seefahrt (IAMSAR Manual). Es enthält in den drei Anhängen praktische Leitlinien für die Organisation der maritimen und aeronautischen SAR-Dienste, die Koordinierung der Missionen (SAR-Einsatz) und den Betrieb von Such- und Rettungseinheiten. Das Handbuch wird von den beiden international zuständigen UN-Organisationen für die zivile Luftfahrt ICAO (International Civil Aviation Organization) und der Seeschifffahrt IMO (International Maritime Organization) herausgegeben und stützt sich auf die Chicagoer Konvention von 1944 und die SAR-Konvention von 1979.
Nachdem Deutschland die SAR-Konvention am 19. April 1982 unterzeichnet und ratifiziert hatte, mussten die Vertragsvorgaben der maritimen Seenotrettung für die Bundesrepublik umgesetzt werden. Vor dem Hintergrund, dass der Seenotrettungsdienst schon seit vielen Jahrzehnten von der DGzRS erfolgreich durchgeführt worden war, hatte der Bund den SAR-Dienst als staatlichen Auftrag an diese Rettungsgesellschaft erteilt.

## Aufgaben

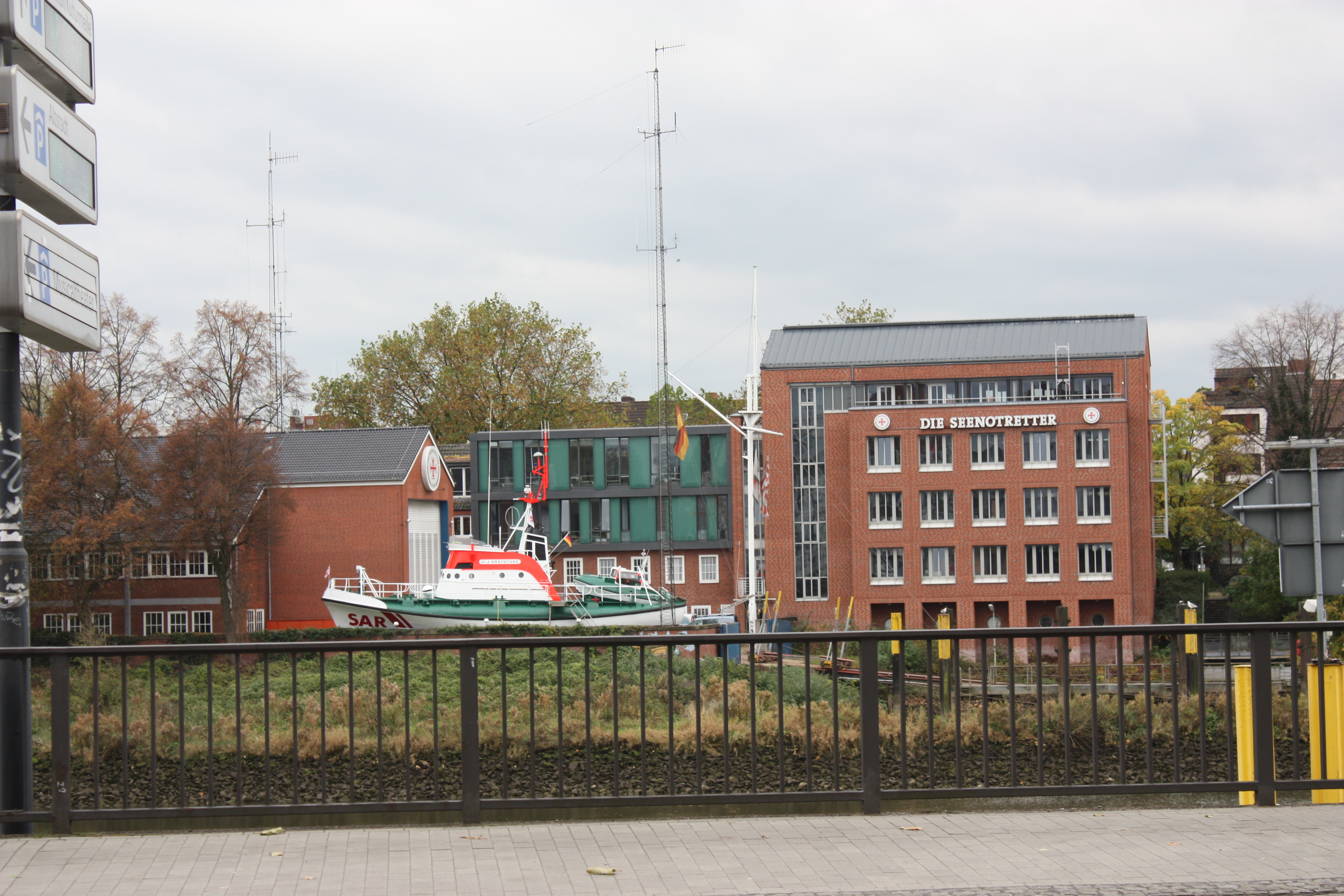
Die Rettungsleitstelle See in Bremen

Als einziges MRCC in Deutschland überwacht die Rettungsleitstelle See die deutschen Seegebiete A1 und A2, die noch innerhalb der Sprechfunkreichweite liegen. Das verantwortete Such- und Rettungsgebiet SRR (Search and Rescue Region of Responsibility) entspricht in etwa der deutschen ausschließlichen Wirtschaftszone. Im Rahmen des weltweiten Seenot- und Sicherheitsfunksystem GMDSS (Global Maritime Distress and Safety System) ist sie jeder Zeit über die Seenotküstenfunkstelle Bremen Rescue Radio unter dem Rufnamen BREMEN RESCUE erreichbar und hört permanent die international einheitlichen Notrufkanäle im Seenotfunk ab. Dadurch wird der komplette Not- und Dringlichkeitsfunkverkehr im überwachten Seebereich über eine Station abgewickelt.
Bei einem Seenotfall koordiniert das MRCC Bremen als verantwortliche Rettungsleitstelle sämtliche Maßnahmen des maritimen Such- und Rettungsdienstes. Durch das vom  Automatic Identification System (AIS) erzeugte Lagebild sind die Positionen aller Schiffe im überwachten Seebereich bekannt, sodass schnell entschieden werden kann, wie am schnellsten und besten Hilfe geleistet werden kann. Der SAR Mission Coordinator (SMC) im MRCC, im Regelfall der aktuelle Schichtleiter, bündelt alle zur Verfügung stehenden Kräfte, auch Handelsschiffe, Behördenfahrzeuge oder Sportboote. Seinen Anweisungen ist Folge zu leisten. Falls Schiffbrüchige oder havarierte Schiffe zunächst gesucht werden müssen, legt der SMC das Suchgebiet anhand von Tidestrom, Windrichtung und Windstärke fest. Und er bestimmt die Besatzung des am besten geeigneten Fahrzeugs zum Einsatzleiter vor Ort (OSC).
Da die Rettungsleitstelle See gleichzeitig die Betriebsführungszentrale für die Rettungseinheiten der DGzRS ist, kann umgehend die Alarmierung der nächstgelegenen Stationen erfolgen. Damit erfolgt die Sicherung und Kontrolle der gesamten deutschen Küstenlinie von 3.660 km Länge. Die Seenotkreuzer der Gesellschaft sind für die SAR-Maßnahmen als OSC vorbereitet, da auf den Kreuzern ein separater Arbeitsplatz für diesen Zweck vorhanden ist.
Bei Beteiligung deutscher Schiffe und Reedereien führt die Leitstelle die SAR-Aufgaben auch international durch und koordiniert bei Bedarf die Such- und Rettungsmaßnahmen in entlegenen Winkeln der Weltmeere. So war das MRCC Bremen 2017 über 200 Mal außerhalb des eigenen Zuständigkeitsbereichs für die deutsche Schifffahrt weltweit unterstützend oder initiativ tätig.
Im Falle von größeren Schadenslagen oder Havarien wird das Havariekommando in Cuxhaven zuständig.

## Alarmierung

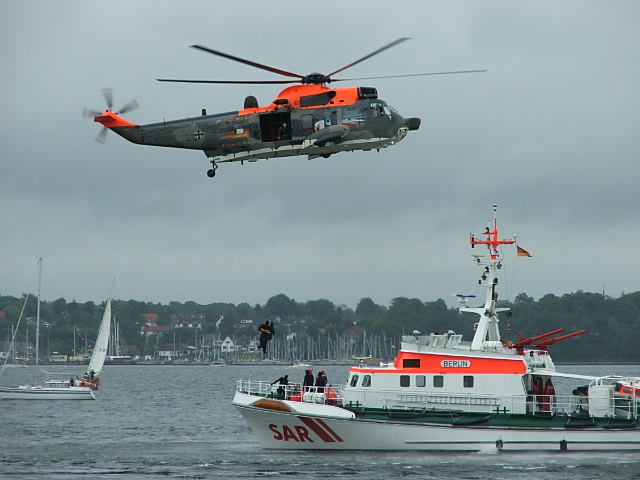
SAR-Einsatz mit Hubschrauber und Rettungskreuzer

Wie alle MRCC in der Welt ist das MRCC Bremen über folgende Wege alarmierbar (Hinweis: Bei einem Seenotfall ist eine E-Mail keine geeignete Alarmierung!):
- EPIRB-Seenotbake (Satellit)
- GMDSS-Inmarsat-Datenfunk (Satellit)
- Inmarsat, Iridium, Thuraya (Satelliten-Telefon)
- GMDSS-UKW-Radio
- GMDSS-GW/KW-Radio
- Sprechfunk UKW-Kanal 16 über BREMEN RESCUE
- DSC UKW-Kanal 70 über MSI 002 111 240
- DSC Kurzwelle 2182 kHz (Grenzwelle)
- im Küstenbereich auch über Mobilfon 124 124 oder Festnetz +49-421-53687-0
- AFTN über EDDWYYYX (via DFS Bremen)

Nach Alarmierung übernehmen erfahrene Nautiker und Funker die im IAMSAR-Handbuch festgelegten Aufgaben:
- Leitung und Koordinierung der Seenotfälle
- Aufnahme und Auswertung aller den Seenotfall betreffenden Informationen; Einleitung der Hilfsmaßnahmen; Weitergabe von SAR relevanten Daten, falls erforderlich
- Einsetzen und Entlassen aller in Frage kommenden Rettungsmittel (Eigen- und Fremdmittel) sowie Benennung und Unterstützung der örtlichen Einsatzleitung (OSC)
- Durchführung des Not-, Dringlichkeits- und Sicherheitsfunkverkehrs
- Zusammenarbeit mit benachbarten Rettungsleitstellen (RCCs/MRCCs), wenn sich SAR-Einsätze über den eigenen Bereich ausdehnen
- Unterstützung ausländischer Rettungsleitstellen auf deren Ersuchen
- Festlegen des „Leit-RCCs“ in gegenseitigem Einvernehmen, wenn ein SAR-Fall die Gebiete mehrerer Rettungsleitstellen betrifft
- Information an das RCC des Heimatstaates eines an einem Seenotfall beteiligten ausländischen Fahrzeugs
- Erstellen von SAR-Einsatzprotokollen
- Durchführung von vorsorglichen Maßnahmen und SAR-Übungen (SAREX/Winchex) zur ständigen Aufrechterhaltung und Verbesserung des SAR-Dienstes

## Zusammenarbeit

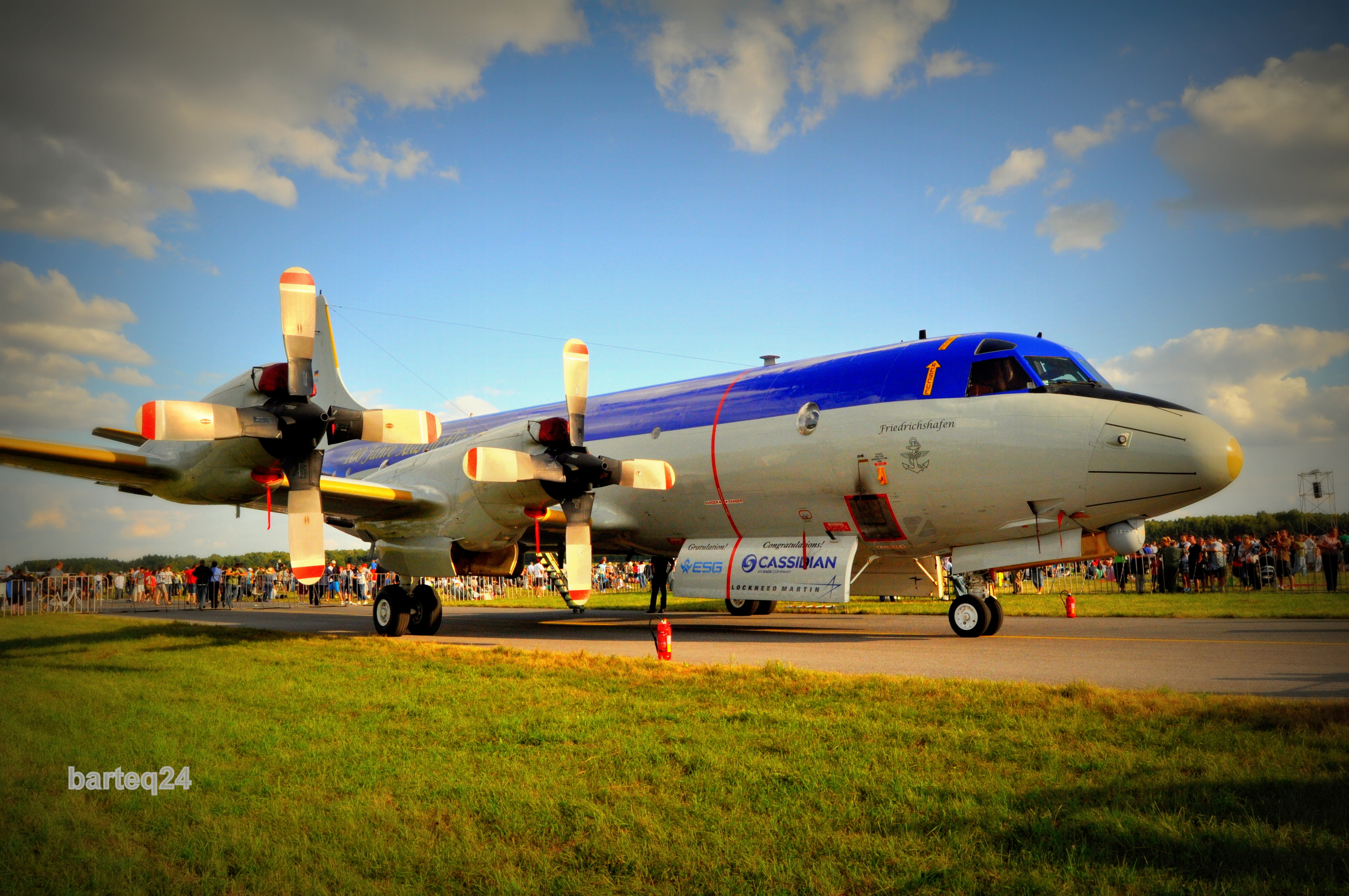
SAR Seefernaufklärer Lockheed P-3C

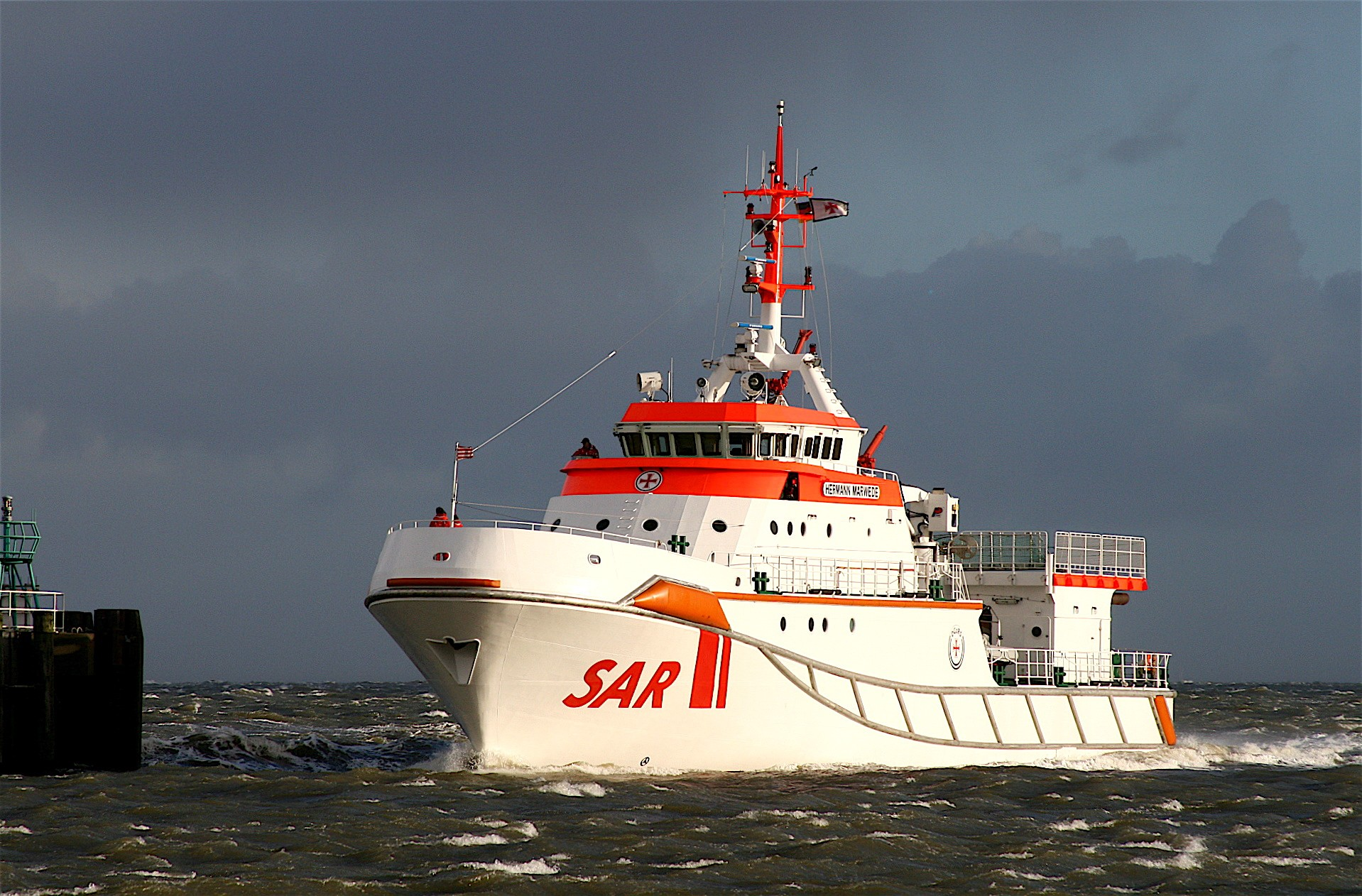
SAR DGzRS HERMANN MARWEDE

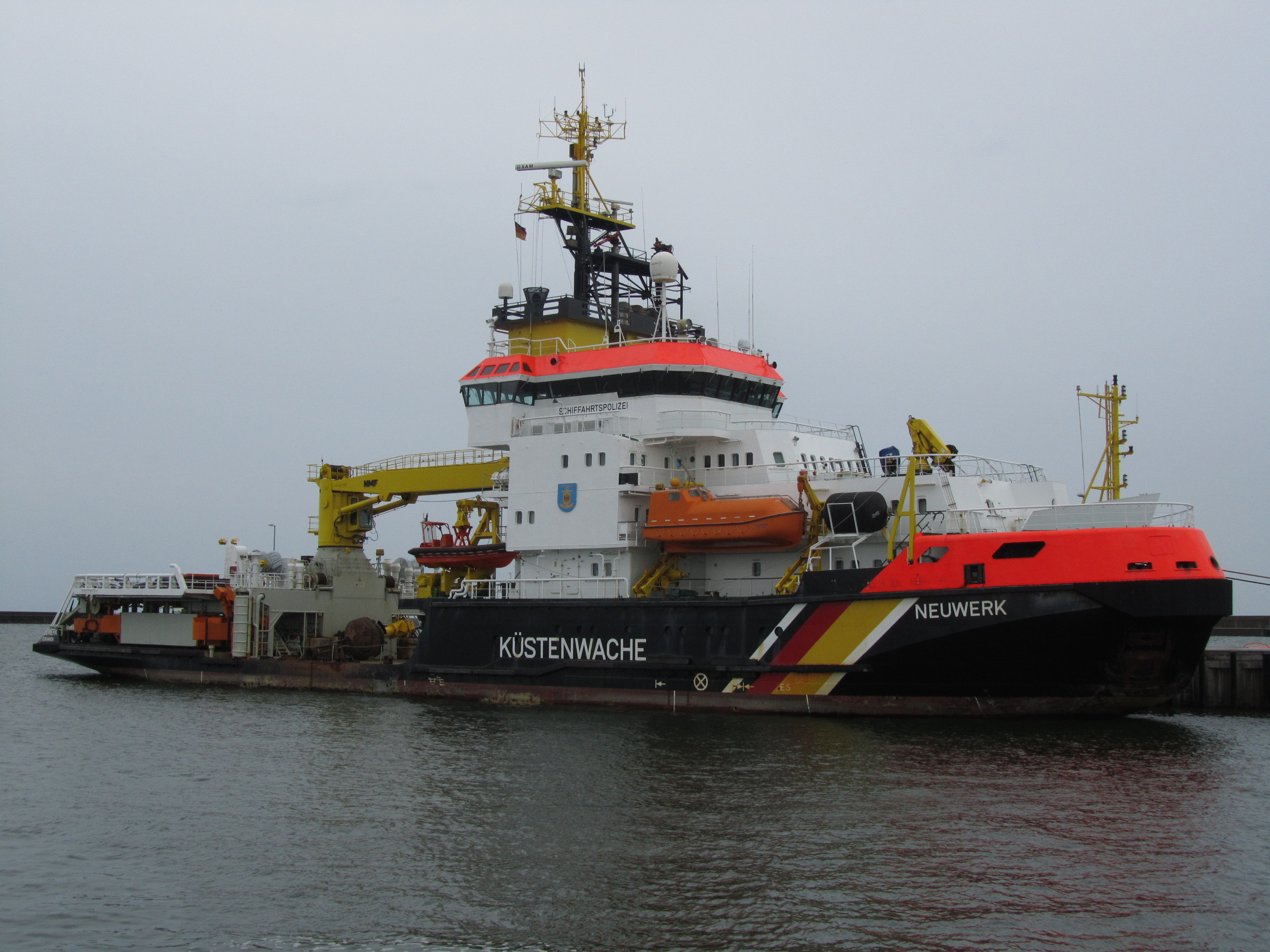
Schiff der Küstenwache NEUWERK

Im Rahmen der öffentlichen Gefahrenabwehr arbeitet die Rettungsleitstelle See eng mit allen Leitstellen der weiteren Behörden und Organisationen mit Sicherheitsaufgaben (BOS-Dienste) zusammen, z. B. Landrettungsdienst, Polizei, Feuerwehr.
Bei maritimen bzw. aeronautischen Not- und Unglücksfällen erfolgt eine enge Zusammenarbeit mit dem ARCC in Glücksburg, das als weiteres deutsches RCC den SAR-Bereich 'See' abdeckt. Für Sucheinsätze stehen Seefernaufklärer vom Marinefliegergeschwader 3 „Graf Zeppelin“ auf dem Fliegerhorst Nordholz zur Verfügung. Sind Rettungseinsätze aus der Luft erforderlich werden Helikopter vom Marinefliegergeschwader 5 angefordert, die ebenfalls in Nordholz beheimatet sind. Als SAR 10 hat das Geschwader einen Hubschrauber für die SAR-Einsätze fest auf der Außenstelle Helgoland stationiert. Bei nicht Verfügbarkeit der Marine-Hubschrauber wird ein Rettungshubschrauber von Northern HeliCopter beauftragt. Der Helikopterdienstleister wird bei Großübungen der DGzRS regelmäßig beteiligt, um die Zusammenarbeit mit den schwimmenden Einheiten zu proben.
Für Seenotrettungseinsätze stehen die Seenotkreuzer und Seenotrettungsboote der DGzRS auf 55 Stationen an der gesamten deutschen Küstenlinie zur Verfügung. Für die Abdeckung der stark befahrenen deutschen Bucht ist auf der Insel Helgoland der größte Seenotkreuzer HERMANN MARWEDE stationiert. Daneben leisten auch alle Schiffe der Küstenwache des Bundes entsprechende Hilfe.
International erfolgt die Zusammenarbeit mit den angrenzenden Staaten Dänemark, Großbritannien, Niederlande, Schweden und Polen. Wie in der SAR-Konvention empfohlen hat Deutschland mit diesen Staaten SAR-Abkommen geschlossen sowie Arbeitsabkommen mit den zugehörigen MRCC getroffen. Dadurch kann jeder Zeit eine gegenseitige Unterstützung geleistet werden, da die 'fremden' Rettungseinheiten in das jeweils 'fremde' Seegebiet einfahren dürfen. Die benachbarten MRCC sind:
- Niederlande: JRCC Den Helder
- Dänemark: JRCC Aarhus
- Schweden: JRCC Sweden (Göteborg)
- Polen: MRCC Gdynia
- Vereinigtes Königreich: JRCC UK Fareham
- Norwegen: JRCC Stavanger

## Weitere Aufgaben
Für medizinische Notfälle auf See steht bei der Rettungsleitstelle See ständig ein Notfallsanitäter bereit, um medizinische Hilfeleistungen per Funk zu unterstützen. Weitergehende telemedizinische Beratung kann von Fachärzten am Unfallkrankenhaus Berlin geleistet werden. Diese Unterstützung gewährt das MRCC allen deutschen Schiffen bzw. allen deutschen Seeleuten an jedem Punkt der Erde, wobei im Notfall auch das Abbergen von Crewmitgliedern organisiert wird.
Des Weiteren ist das MRCC Bremen auch die zentrale Notfallleitstelle Offshore Windparks (NOW), die das betriebliche Unfallmanagement für die Betreiber der Windkraftanlagen übernommen hat. Als nicht satzungsgemäße Aufgabe erhält die  DGzRS dafür eine Kostenerstattung.